# عدوان (اسم)
عدوان هو اسم علم مذكر من أصل عربي، ومعناه هو شديد العدو.

## وصلات خارجية
- موسوعة السلطان قابوس لأسماء العرب نسخة محفوظة 5 أبريل 2019 على موقع واي باك مشين.